# Monster bei der Arbeit
Monster bei der Arbeit (Originaltitel: Monsters at Work) ist eine US-amerikanische Animationsserie, die 2021 für den Streamingdienst Disney+ produziert wurde. 2024 fand die deutschsprachige Premiere der 2. Staffel auf Disney Channel statt. Die deutsche Synchronisation entstand in Berlin unter der Dialogregie von Axel Malzacher.

## Inhalt
Die Handlung setzt wenige Tage nach dem Film Die Monster AG an. Tylor hat seinen Abschluss an der Monster Uni gemacht, muss aber nun erfahren, dass in seiner Heimatstadt Monstropolis nicht mehr auf die Energie von Kinderschreien gesetzt wird, sondern auf das Lachen von Kindern. Somit werden nun keine Schrecker mehr benötigt, sondern nur noch Scherzer. Da er jedoch seinem Traumberuf weiter nachgehen möchte, bekommt er auf den Hinweis von Mike und Sully einen Platz im sogenannten MAFT, dem Monster-AG-Facility-Team (im Original MIFT für Monsters-Inc.-Facility-Team).

## Figuren
| Figur                    | Originalsprecher                                     | Deutscher Sprecher                                       |
| ------------------------ | ---------------------------------------------------- | -------------------------------------------------------- |
| Tylor Tuskmon            | Ben Feldman                                          | Ricardo Richter                                          |
| Mike Glotzkowski         | Billy Crystal                                        | Ilja Richter                                             |
| James P. Sulley Sullivan | John Goodman                                         | Sven Brieger                                             |
| Fritz                    | Henry Winkler                                        | Michael Pan                                              |
| Val                      | Mindy Kaling                                         | Esra Vural                                               |
| Duncan                   | Lucas Neff                                           | Hannes Maurer                                            |
| Cutter                   | Alanna Ubach                                         | Peggy Sander                                             |
| Celia                    | Jennifer Tilly (Staffel 1) Roxana Ortega (Staffel 2) | Sabine Bohlmann (Staffel 1) Schaukje Könning (Staffel 2) |
| Roz / Roze               | Bob Peterson                                         | Luise Lunow                                              |
| Ms. Flint                | Bonnie Hunt                                          | Marina Köhler                                            |
| Smitty                   | Stephen Stanton                                      | Johannes Raspe                                           |
| Needleman                | Stephen Stanton                                      | Benedikt Weber                                           |
| Millie Tuskmon           | Aisha Tyler                                          | Victoria Sturm                                           |
| Bernard Tuskmon          | John Ratzenberger                                    | Douglas Welbat                                           |
| Grandma Tuskmon          | Jenifer Lewis                                        | Judith Steinhäuser                                       |
| Roger Rogers             | Rhys Darby                                           | Fabian Kluckert                                          |
| Johnny Worthington III.  | Nathan Fillion                                       | Tommy Morgenstern                                        |
| Randall Boggs            | Steve Buscemi                                        | Santiago Ziesmer                                         |
| Chet                     | Bobby Moynihan                                       | Sven Fechner                                             |
| Declan                   | Richard Ayoade                                       | Asad Schwarz                                             |
| Jack                     | Joe Lo Truglio                                       | Benjamin Stöwe                                           |
| Jill                     | Ali Wong                                             | Nadine Heidenreich                                       |
| Sunny Sunshine           | Paula Pell                                           | Antje Thiele                                             |
| Ben                      | Alan Kim                                             | Aykan Can Agoz                                           |

Tylor Tuskmon ist ein blau-violettes Monster mit langen stierähnlichen Hörnern. Sein großer Traum war es immer, Schrecker zu werden und somit bei der Stromversorgung von Monstropolis zu helfen. Da nun lediglich Scherzer gebraucht werden und er das nicht studiert hat, schließt er sich dem Facility-Team der Monster AG an. In der zweiten Staffel merkt er, dass sein Talent als Schrecker größer ist als als Scherzer, und bekommt ein Job-Angebot von Johnny, als Schrecker zu arbeiten.
Mike Glotzkowski (im Original Mike Wazowski) leitet nach den Ereignissen von Die Monster AG zusammen mit Sulley die Monster AG und ist oft selbst als Scherzer unterwegs. Dabei fällt es ihm nicht immer leicht, sich voll auf das Wohl der Firma zu konzentrieren, was dazu führt, dass er sich öfters zu unnötigen Ausgaben hinreißen lässt. Außerdem unterrichtet er andere Monster in seinem „Mikes Comedy-Club“ darin, Kinder zum Lachen zu bringen. Er ist klein, hellgrün und hat ein einzelnes großes Auge.
James P. „Sulley“ Sullivan ist der beste Freund von Mike und leitet zusammen mit ihm die Monster AG. Er muss oft Mike zurückhalten, wenn dieser sich selbst besser darstellen will, als er eigentlich ist. Sulley ist groß, hellblau-violett und von muskulöser Statur.
Fritz ist der Chef des MAFT (Monster-AG-Facility-Team). Er ist gutherzig und möchte immer, dass das Team zusammenhält und sich als eine Familie betrachtet. Er ist blau, hat ein Auge und einen erdferkelähnlichen Rüssel als Nase.
Val war bereits auf der Uni mit Tylor befreundet und lebt nun ihren großen Traum als Mitglied des MAFT. Sie ist quirlig und aufgeweckt, was manchmal dazu führt, dass andere von ihr genervt sind. Val ist ockergelb, hat zwei große Beine und vergleichsweise kleine Arme.
Duncan ist ebenfalls ein Mitglied des MAFT-Teams und ist versessen darauf, nach Fritz’ Ruhestand dessen Platz als Leiter des Teams zu bekommen. Er hat einen Fetisch dafür, anderen gemeine Verträge aufzubinden, wovon Tylor sehr oft genervt ist. Duncan arbeitet nicht gerne und schiebt gerne die Schuld auf andere, wenn etwas kaputt geht. Er ist klein, dunkelgrün, hat vier Stielaugen und fledermausähnliche Flügel.
Cutter arbeitet ebenfalls im MAFT-Team und ist fast immer mit ihrem Helm zu sehen. Sie ist grün, hat vier spinnenartige Beine und drei Augen. Am Ende der zweiten Staffel kommt sie wieder mit ihrer Exfreundin Sunny zusammen.
Millie Tuskmon, Bernard Tuskmon und Grandma Tuskmon sind Tylors Eltern bzw. Großmutter väterlicherseits. Tylor wohnt bei ihnen und auch wenn die Tuskmons eher arm sind, versucht seine Familie ihm alles zu ermöglichen.
Roger Rogers arbeitet ab Staffel 2 beim MAFT. Später stellt sich heraus, dass er eigentlich Henry J. Waternoose IV. ist (der Sohn des Antagonisten Henry J. Waternoose III. aus Die Monster AG), und auch wenn Tylor ihn deshalb zunächst verdächtigt, bei der Monster-AG zu spionieren, ist Roger überzeugt von der Lach-Energie.
Johnny Worthington III. tauchte bereits in Die Monster Uni auf und ist ein Rivale von Mike und Sulley. Mittlerweile leitet er die „Furcht-AG“ (im Original „Fear Co.“), welche immer noch auf Schrei-Energie setzen. In Staffel 2 ist er ein wiederkehrender Charakter, als er versucht, Tylor dazu zu bringen, in der Furcht-AG zu arbeiten. Er hat eine Frau und zwei Kinder.
Randall Boggs tauchte bereits in beiden Filmen auf und ist ebenfalls ein Rivale von Mike und Sulley. Nachdem er von Johnny gerettet wurde, hilft Randall ihm, indem er sich in die Monster-AG schleicht und volle Kanister mit Lach-Energie durch leere austauscht. Genau wie Johnny wird er am Ende der zweiten Staffel verhaftet.

## Episodenliste
| Staffel | Episoden | Premiere           | Premiere     | Finale             | Finale            |
| Staffel | Episoden | Vereinigte Staaten | Deutschland  | Vereinigte Staaten | Deutschland       |
| ------- | -------- | ------------------ | ------------ | ------------------ | ----------------- |
| 1       | 10       | 7. Juli 2021       | 7. Juli 2021 | 1. September 2021  | 1. September 2021 |
| 2       | 10       | 5. April 2024      | 6. Mai 2024  | 4. Mai 2024        | 23. Mai 2024      |

### Staffel 1
| Nr. (ges.) | Nr. (St.) | Deutscher Titel                      | Originaltitel                     | Erstveröffentlichung USA | Deutschsprachige Erstveröffentlichung (D/A/CH) | Regie          | Drehbuch                                   |
| --- | --------- | ------------------------------------ | --------------------------------- | ------------------------ | ---------------------------------------------- | -------------- | ------------------------------------------ |
| 1 | 1         | Willkommen bei der Monster AG        | Welcome to Monsters, Incorporated | 7. Juli 2021             | 7. Juli 2021                                   | Kaitlyn Ritter | Bobs Gannaway                              |
| Henry J. Waternoose III nimmt Tylor Tuskmon als offiziellen Erschrecker bei „Monsters, Inc.“ an. Allerdings kommt Tylor just an dem Tag in der Fabrik an, nachdem Waternoose verhaftet wurde, weil er Menschenkinder entführt hat, um deren Schreireflex für Energie zu extrahieren. Der Vorstand überträgt Sulley die Leitung der Fabrik und gibt Roz' alte Position an ihre Zwillingsschwester Roze ab. Unter Sulleys neuer Leitung wird die Firma umgestaltet und die Schrecker werden durch Komiker ersetzt. Tylor, der nun für einen auslaufenden Job studiert hat, wird in die Instandhaltung versetzt, eine Position, die er nicht mag und die er unbedingt verlassen will. Er läuft vor seinen neuen Kollegen davon, schleicht sich auf die „Lach-Etage“ und versucht, ein Kind zum Lachen zu bringen. Aufgrund seiner mangelnden Erfahrung geht seine Aktion jedoch nach hinten los und führt zu einem schweren Unfall. Nichtsdestotrotz glaubt Sulley an ihn und Tylor nimmt widerwillig seine Position in der Facility-Crew an, während Mike beschließt, einen Comedy-Kurs zu unterrichten... |           |                                      |                                   |                          |                                                |                |                                            |
| 2 | 2         | Das ist MAFT!                        | Meet Mift                         | 7. Juli 2021             | 7. Juli 2021                                   | Shane Zalvin   | Bart Jennett                               |
| Tylors mangelnder Optimismus beim Reparieren und sein gescheiterter Test lassen seine Zukunft bei MAFT („Monster AG Facility Team“) ungewiss erscheinen. In der Zwischenzeit kämpft Mike damit, mit seinen Positionen als Comedian und Comedy-Lehrer Schritt zu halten. Die Energiekrise beginnt sich auf Monsters, Inc. auszuwirken. Während Mike ein Kind zum Lachen bringt, führt ein Stromausfall dazu, dass das Portal deaktiviert wird und Mike in der menschlichen Welt gefangen ist. Dank Tylor, der seinen ersten Job als Reparateur erledigt, wird er gerettet. Die anderen Mitglieder von MAFT erfahren Winchesters tatsächlichen Namen, als er kündigt, um Comedian zu werden, nachdem er Ms. Flint beeindruckt hat. Die Episode endet damit, dass Mike ein Lied über die möglichen Gefahren von Comedy singt. |           |                                      |                                   |                          |                                                |                |                                            |
| 3 | 3         | Das demolierte Zimmer                | The Damaged Room                  | 14. Juli 2021            | 14. Juli 2021                                  | Shane Zalvin   | Bobs Gannaway, Evan Gore & Heather Lombard |
| Phlegma beschädigt eine Wand im Schlafzimmer eines Kindes, was MAFT zwingt, schnell einzuschreiten und dies zu reparieren. Das Kind muss dafür allerdings entfernt werden, also beschließt Mike, sich um sie zu kümmern und tauft sie schließlich Snore, wegen ihres süßen Schnarchens. Sulley verrät, dass er Karten für ein Baseballspiel bekommen hat und Mike nimmt Snore mit, um es zu sehen. Val versucht, Tylor an ihre gemeinsame Zeit an der MU zu erinnern, aber er erinnert sich nicht an ihre gemeinsame Zeit. Sie schaffen es, die Wand zu reparieren, werden aber versehentlich eingeklemmt und Val erzählt Tylor, dass ihre Zeit an der MU etwas Besonderes für sie war, weil er die einzige Person war, die sie beachtet hat. Cutter holt sie aus dem Raum und Mike bringt Snore zurück und singt ihr ein Schlaflied ins Bett. Als sie gehen, lernt Tylor Val besser zu schätzen und offenbart, dass er sich an einen Moment mit ihr an der MU erinnert. |           |                                      |                                   |                          |                                                |                |                                            |
| 4 | 4         | The Big Glotzkowskis                 | The Big Wazowskis                 | 21. Juli 2021            | 21. Juli 2021                                  | Kaitlyn Ritter | Bobs Gannaway                              |
| Beim Bowling-Turnier der Monster AG gerät Mike in eine hitzige Wette gegen seinen charismatischen Rivalen/Doppelgänger Gary. Tylor nutzt die Gelegenheit, um Mike zu beeindrucken, und bietet ihm an, das MAFT zu einem Bowlingteam zusammenzustellen, das für Mike antritt. Ein ekstatischer Fritz ernennt Tylor zum Teamkapitän: Leider kann keiner aus dem Team spielen. Als „The Big Glotzkowskis“ antretend, fummeln sich MAFT durch eine Reihe von Unfällen an die Spitze des Turniers. Duncan trifft sich heimlich mit Tylor, um MAFT im Endspiel durch ein erfahreneres Team zu ersetzen: Tylor gaukelt MAFT vor, das Spiel sei abgesagt worden. Am Tag des Spiels konfrontiert das MAFT-Team Tylor mit seiner Lüge, und er erklärt, dass er nicht wollte, dass sie den Schmerz erleiden, gegen Garys erfahrenere Spieler verloren zu haben: Duncans Team lässt Tylor wegen seines Egoismus im Stich, aber Tylor übernimmt die Verantwortung und führt das MAFT-Team dazu, seine zufälligen Patzer in brillante Spielzüge zu verwandeln und das Team zum Sieg zu führen. Zu Mikes (und Garys) Leidwesen ist das Spiel jedoch unentschieden, so dass sie sich den Hauptpreis, ein Abendessen für zwei Personen bei Harryhausen, teilen müssen. |           |                                      |                                   |                          |                                                |                |                                            |
| 5 | 5         | Die Vertuschung                      | The Cover Up                      | 28. Juli 2021            | 28. Juli 2021                                  | Shane Zalvin   | Ricky Roxburgh & Bobs Gannaway             |
| Als Fritz einen spontanen Urlaub in der Menschenwelt macht, dreht er ein Glücksrad, um zu entscheiden, wer in seiner Abwesenheit vorübergehend die Aufsicht übernehmen soll. Das Rad landet auf Val, aber Duncan nutzt die Sympathien aller aus, um Val zu überreden, ihm die vorübergehende Aufsicht zu überlassen. Duncan verschwendet keine Zeit damit, die Position mit unverschämten Forderungen zu missbrauchen, insbesondere an Tylor. Als Tylor ihm jedoch einen Streich spielt, um sich zu rächen, schlägt Duncan zurück und die beiden verursachen versehentlich einen stadtweiten Stromausfall. Das MAFT erklärt sich widerwillig bereit, den Vorfall zu vertuschen, doch die Lage spitzt sich zu, als ein Inspektor der Energieregulierungskommission von Monstropolis eintrifft und die Wahrheit herausfindet. Als er das Team zur Rede stellt, wird er versehentlich von einem Schrei-Kanister bewusstlos geschlagen, und das Team wirft ihn durch Fritz' Urlaubstür und erklärt sich bereit, zu schweigen. Zwei Wochen später tauchen Fritz und der Inspektor wieder auf, und der Inspektor, der seinen eigenen improvisierten Urlaub genossen hat, beschließt, alle mit einer Verwarnung davonkommen zu lassen. Mike und Sully konfrontieren das Team mit ihren entlassungswürdigem Vergehen, lassen sie aber gewähren, als sowohl Tylor als auch Duncan die Verantwortung für den Unfall übernehmen. |           |                                      |                                   |                          |                                                |                |                                            |
| 6 | 6         | Der Verkaufsautomat                  | The Vending Machine               | 4. Aug. 2021             | 4. Aug. 2021                                   | Kaitlyn Ritter | Michelle Spitz & Bobs Gannaway             |
| Tylor beschädigt versehentlich Vendy, den MAFT-Automaten, und ist niedergeschlagen, da er seit seinem Einstieg bei der Monster AG bei Reparaturarbeiten erfolglos war. Zu allem Überfluss sinken die Gewinne und die Arbeitsmoral in der Firma, und Fritz wird gebeten, ein Teammitglied aufgrund von Budgetkürzungen zu entlassen, was ihn nach dem Verlust von Vendy noch mehr unter Stress setzt. Als Mike von der Situation erfährt, beschließt er, die Moral im Unternehmen zu verbessern, indem er mehrere ausgefallene und teure Modernisierungen am Standort vornimmt, angefangen mit einem brandneuen Verkaufsautomaten für MAFT. Leider führt ein Streit zwischen Duncan und Tylor dazu, dass der neue Automat beschädigt wird, und Duncans Versuche, ihn zu reparieren, machen die Sache noch schlimmer, da der Automat seinen eigenen Willen bekommt. Als sie Duncan angreift, zerbricht Tylor sie, um ihn zu retten. Fritz ist untröstlich über diese Tortur und kündigt an, dass er sich zurückziehen wird, anstatt einen seiner Mitarbeiter zu entlassen. Glücklicherweise haben Mikes verrückte Ideen zur Steigerung der Arbeitsmoral funktioniert, die Produktivität und den Gewinn erhöht und Fritz bleibt. Am nächsten Tag überrascht Tylor das Team, indem er den ursprünglichen Vendy repariert. |           |                                      |                                   |                          |                                                |                |                                            |
| 7 | 7         | Die Rückkehr                         | Adorable Returns                  | 11. Aug. 2021            | 11. Aug. 2021                                  | Shane Zalvin   | Bobs Gannaway & Ethan Sandler              |
| Tylor bekommt seine nächste Chance, ein offizieller Spaßvogel zu werden, muss aber dabei helfen, die Türschienen zu reparieren. In seiner Eile verfängt er sich versehentlich in einem und landet an der Verbannungstür, wo er den Yeti trifft, der jetzt lieber „Adorable“ genannt werden möchte. Val holt Tylor zurück, aber sie bringen versehentlich Adorable mit, der sich an seine Vergangenheit bei der Monster AG erinnert. Obwohl sich alle vor ihm fürchten, ist es offensichtlich, dass er anscheinend nichts falsch gemacht hat. Val will herausfinden, warum er überhaupt verbannt wurde, während Tylor Adorable eröffnet, dass er unbedingt ein Spaßvogel sein möchte. Nachdem er ihn durch die Tür zurückgedrängt hat, teilt Val Tylor mit, dass Adorable verbannt wurde, nachdem er einen Brief von Waternoose entdeckt hatte, in dem es um seinen Schreiextraktor ging. Tylor gibt seine Chance auf, ein Spaßvogel zu sein, damit er ihn zurück nach Monstropolis bringen kann, wo Mike und Sulley seine Verbannung offiziell aufheben und ihn zum offiziellen Eisverkäufer der Monster AG machen. |           |                                      |                                   |                          |                                                |                |                                            |
| 8 | 8         | Kleine Monster                       | Little Monsters                   | 18. Aug. 2021            | 18. Aug. 2021                                  | Shane Zalvin   | Ricky Roxburgh & Bobs Gannaway             |
| Tylor scheitert immer wieder beim Vorsprechen für die Lachtage und Frau Flint sagt ihm, dass er vielleicht nicht zu einem Scherzbold geschaffen ist. Tylor sieht jedoch eine Gelegenheit, sich während des jährlichen „Mini-Monster-Tages“ von MAFT zu rehabilitieren, als er sich freiwillig meldet, um auf die Tochter von Frau Flint aufzupassen, sie aber nicht mit seinen Witzen beeindrucken kann. Er freundet sich kurz mit ihr an, als MAFT eine waghalsige Rettungsaktion für ein Babymonster durchführt, das in einen der Türschächte geraten ist. Dennoch gelingt es ihm nicht, sie zum Lachen zu bringen, und er schimpft vor ihr, woraufhin sie versucht, ihrer Mutter und Tylor zu sagen, dass sie ihr nachlaufen sollen, und zugibt, dass er sie nur beeindrucken wollte. Er verdient sich ihren Respekt und sie sagt dem MAFT, dass sie den Tag mit ihnen genossen hat und dass sie die unbesungenen Helden von Monsters Inc. sind, einschließlich Tylor. Später erzählt sie ihrer Mutter, dass sie Tylor lustig fand. |           |                                      |                                   |                          |                                                |                |                                            |
| 9 | 9         | Ein haariger Tag                     | Bad Hair Day                      | 25. Aug. 2021            | 25. Aug. 2021                                  | Kaitlyn Ritter | Michelle Spitz & Bobs Gannaway             |
| Aufgrund seiner früheren gescheiterten Vorsprechen für die Lachetage hat sich Tylor mit der Tatsache abgefunden, dass er nie ein Spaßvogel werden wird, also beschließt er, sich darauf zu konzentrieren, ein perfektes MAFT-Mitglied zu sein. Die anderen MAIFT-Mitglieder feiern den David-Tag, der an den Jahrestag erinnert, an dem der geliebte MAFT-Mitarbeiter David in einen Türschredderschacht gesaugt und nie wieder gesehen wurde, abgesehen von einer Haarlocke, die MAFT zu seinem Gedenken in einem Glas aufbewahrt. Um zu beweisen, dass er ein ebenso guter Mitarbeiter sein kann wie David, bietet Tylor den anderen MAFT-Mitgliedern an, während ihrer Abwesenheit Aufgaben für sie zu erledigen. Die Dinge gehen jedoch schief, als Duncans Haustier Roto das Haar von David frisst. In seiner Verzweiflung versucht Tylor, eine Haarlocke von Roze zu bekommen, um sie zu ersetzen, aber ohne Erfolg. Schließlich geht er zum stillgelegten Schredderschacht, um mehr von Davids Haar zu finden, und schaltet dabei versehentlich den Schredder ein. Es gelingt ihm, den Schredder zu stoppen, aber dann wird er bewusstlos und träumt, dass er David trifft. Als er aufwacht, kehrt Tylor ins MAFT-Büro zurück, wo Roze auftaucht und ihm aus Mitleid eine Locke ihres Haares schenkt. Die anderen MAFT-Mitglieder bemerken jedoch, dass das Haar ausgetauscht wurde. Nachdem Roto Davids Haare zerhackt hat, gibt Tylor zu, was passiert ist. Fritz und Val loben Tylor für seine Ehrlichkeit, seinen Fehler zuzugeben und zu versuchen, die Dinge wieder in Ordnung zu bringen. Sie versichern ihm, dass er ein gutes MAFT-Mitglied ist, und Cutter verrät, dass sie einen Sack voll mit Davids Haaren haben, um es zu ersetzen. |           |                                      |                                   |                          |                                                |                |                                            |
| 10 | 10        | Die echten Kracher sind Kinderlacher | It’s Laughter They’re After       | 1. Sep. 2021             | 1. Sep. 2021                                   | Kaitlyn Ritter | Bart Jennett & Bobs Gannaway               |
| Mike und Sulley erfahren von Roz, dass die Energieregulierungskommission von Monstropolis festgestellt hat, dass die Monster AG nicht genug Strom erzeugt. Wenn die Fabrik nicht eine Million „Gigglewatt“ an einem Tag erzeugen kann, wird der Lachstrom als unzuverlässig eingestuft und die Fabrik wird geschlossen, wobei der Strombedarf auf die „Fear Co.“ (die die Methode des Erschreckens beibehalten hat, sehr zu Sulleys Abscheu). Tylor begründet, dass sie größere Kanister herstellen müssen. Während Cutter an einem Prototyp arbeitet, wird Tylor in Ms. Flints Büro gerufen, wo sie ihm sagt, dass sein Humor von der physischen Komik kommt. Mike macht Tylor daraufhin zum Scherzkeks in Ausbildung, damit die Fabrik genügend Energie erzeugen kann. Als er auf dem Lachboden beginnt, kommt MAFT, um ihn anzufeuern. Die Frist für die Stromerzeugung wird fast nicht eingehalten, bis Cutter den größeren Prototyp-Kanister bringt. Nachdem die Monster AG vor der Schließung bewahrt wurde, wird Tylor als offizieller Spaßvogel auf die Lachetage versetzt. Als er seinen ersten Tag mit Val als seine Assistentin beginnt, ist der Epilog von „Monsters, Inc.“ zu sehen. |           |                                      |                                   |                          |                                                |                |                                            |

### Staffel 2
| Nr. (ges.) | Nr. (St.) | Deutscher Titel             | Originaltitel                     | Erstausstrahlung USA | Deutschsprachige Erstausstrahlung (D/A/CH) | Regie        | Drehbuch                          |
| --- | --------- | --------------------------- | --------------------------------- | -------------------- | ------------------------------------------ | ------------ | --------------------------------- |
| 11 | 1         | Ein monströses „Homecoming“ | A Monstrous Homecoming            | 5. Apr. 2024         | 6. Mai 2024                                | Kay Hayes    | Colleen Evanson                   |
| Während die Bürger von Monstropolis Schwierigkeiten haben, die neu entdeckte Lachkraft zu akzeptieren, gerät Tylors neuer Job als Witzbold ins Stocken, als er nicht einmal einen Lachbehälter an einem Tag füllen kann, da die meisten Kinder seine komische Nummer, Donuts auf seine Hörner zu werfen, leid sind. Bald geht er zu einer Homecoming-Feier an der „Monsters University“ während eines Footballspiels, bei der Val und der Rest von MIFT zur moralischen Unterstützung anwesend sind. Tylor blamiert sich schließlich, als er versucht, der Menge zu erklären, dass er jetzt ein Witzbold ist. Nach aufmunternden Worten von anderen M.U.-Absolventen und dem Leiter von Fear Co., Johnny Worthington III, versucht Tylor spät in der Nacht, seinen Behälter zu füllen, bringt aber versehentlich ein Kind zum Schreien, wodurch sich der Behälter mit Lach- und Schreikraft vermischt. |           |                             |                                   |                      |                                            |              |                                   |
| 12 | 2         | Die C.R.E.E.P. Show         | The C.R.E.E.P. Show               | 5. Apr. 2024         | 7. Mai 2024                                | Kay Hayes    | Hilary Helding                    |
| Tylor und Val besuchen ihre MIFT-Freunde und erfahren, dass sie einen neuen Mitarbeiter namens Roger Rogers haben. Mike, Sulley, Tylor, Val, Fritz, Cutter, Duncan, Smitty und Needleman nehmen dann im Auftrag der Monsters, Inc. an der „Convention for Reliable Energy, Efficiency and Power“(C.R.E.E.P.) teil. Das Unternehmen wurde jedoch auf einen halb so großen Stand in der Nähe der Toilette im Bereich für alternative Energien der Convention degradiert, weil es auf Lachkraft umgestiegen ist. Während Tylor auf dem Messegelände herumläuft und seine Probleme als Witzbold beklagt, wird er von einem Trio Monster wegen seiner peinlichen Rede beim Footballspiel verspottet, woraufhin er wütend seine Furchtbarkeit im Schreckenssimulator von Fear Co. unter Beweis stellt und ihn mit seinem mächtigen Brüllen zerstört. Während Mike und Sulley eine Präsentation halten, in der sie beweisen, dass Lachkraft stärker ist als Schreikraft, entdeckt Tylor, dass die Mischung aus Lach- und Schreikraft in seinem Kanister flüchtig ist und kurz vor der Explosion steht. Kurz nachdem Mike und Sulley die Wirksamkeit der Lachkraft erfolgreich unter Beweis gestellt haben, nimmt Tylor den Kanister weg und bringt ihn zur Toilette, wo er ihn in sicherer Entfernung von anderen in einer Kabine explodieren lässt. Am Ende der Tagung gibt Johnny, beeindruckt von Tylors Schreckensfähigkeiten von vorhin, Tylor seine Visitenkarte von Fear Co. und sagt ihm, er solle in Kontakt bleiben. |           |                             |                                   |                      |                                            |              |                                   |
| 13 | 3         | Der Tisch ist gedeckt       | Setting the Table                 | 13. Apr. 2024        | 8. Mai 2024                                | Shane Zalvin | John Kazlauskas                   |
| Tylor plant, Johnny nach der Arbeit zum Abendessen in einem Restaurant zu treffen, entdeckt jedoch, dass MIFT, Mike, Sulley und ein paar Mitarbeiter der Monsters, Inc. in dasselbe Restaurant gekommen sind, um Fritz zu gedenken, als er beschließt, eine große Ankündigung zu machen. Tylor wechselt zwischen Fritz‘ Party in einem Hinterzimmer und Johnnys Tisch. Mitten in all dem verrät Johnny, dass er Tylor als Erschrecker bei Fear Co. einstellen möchte, sehr zu Tylors Schock. Fritz verrät, dass seine große Ankündigung darin besteht, dass er seinen Lieblings-Softdrink einschränkt, sehr zu Duncans Enttäuschung, da er dachte, Fritz würde in Rente gehen. Johnny findet schließlich heraus, dass Mike und Sulley im Restaurant sind, und entschuldigt sich bei ihnen für ein Fernsehinterview von diesem Morgen, das Lachkraft in ein schlechtes Licht rückte. Nachdem alle anderen das Restaurant verlassen haben, bleiben Tylor und Val zurück und Tylor erzählt Val von Johnnys Angebot und findet heraus, dass Johnny eine Gruselkarte seines Vaters Jack auf dem Sitz hinterlassen hat. |           |                             |                                   |                      |                                            |              |                                   |
| 14 | 4         | Eine Tür öffnet sich        | Opening Doors                     | 13. Apr. 2024        | 13. Mai 2024                               | Shane Zalvin | Deepak Sethi                      |
| Tylor plant, Fear Co. während der Mittagspause zu besuchen, um Johnnys Schreckenskarte seines Vaters zurückzugeben und sein Stellenangebot abzulehnen. Johnny nimmt ihn jedoch mit auf eine spontane Tour durch Fear Co. und Tylor ist von der Fabrik beeindruckt. Bald trifft er Rosie, eine ausgestiegene Witzboldin und nun Erschreckerin, die Tylor erzählt, dass sie den Job bei Fear Co. angenommen hat, weil sie das Gefühl hatte, dass sie dazu bestimmt sei, eine Erschreckerin zu sein. Tylor lehnt Johnnys Stellenangebot letztendlich ab. Johnny respektiert die Entscheidung und Tylor geht, als er herausfindet, dass er weit über die Mittagszeit hinaus geblieben ist. Während Tylors Abwesenheit muss Val ihn decken, um keinen Verdacht zu erregen, und schafft es, eine Dose voller Lacher zu füllen, indem sie sich mit einem Menschenkind anfreundet. Dies erregt Mikes Aufmerksamkeit und bietet ihr zu ihrer Überraschung eine Stelle als Witzbold an. In der Zwischenzeit bekommt der Rest von MIFT Besuch von einem Kanisterinspektor namens Sunny, der Cutter beschuldigt, die Kanister undicht gemacht zu haben. Die MIFT-Crew verbringt den ganzen Tag mit Smitty und Needleman, um die Ursache zu finden, kann aber keine Lecks finden. Später in der Nacht findet Duncan Tylors weggeworfenen Kaffeebecher mit dem Fear Co.-Logo darauf und beginnt, ihn zu verdächtigen. |           |                             |                                   |                      |                                            |              |                                   |
| 15 | 5         | Es kommt von innen!         | It’s Coming From Inside the House | 20. Apr. 2024        | 14. Mai 2024                               | Kay Hayes    | Joy Regullano                     |
| Mike und Sulley werden Zeuge, wie Val das Roboterkind im Simulatorraum zum Lachen bringt. Val verlässt das Haus bald und geht zu Tylors Haus, wo seine Familie einen Flohmarkt veranstaltet. Er zögert, sich von seinen wertvollsten Besitztümern zu trennen, also versucht Val, ihm zu helfen, sie loszuwerden. Die anderen Mitglieder von MIFT kommen als Kunden zum Flohmarkt (obwohl Duncan untersucht, ob Tylor für die Kanisterlecks verantwortlich ist oder nicht, und sich dabei an Tylors Großmutter heranmacht, um Informationen zu erhalten). Tylor lässt sich bald dazu überreden, sich von seiner Sammlung von Gruselkarten zu trennen, als er aus einem Streit zwischen seinem Vater und seiner Großmutter erfährt, dass ihre Familie finanzielle Probleme hat. In dieser Nacht verrät Tylors Großmutter, dass sie früher einmal eine Erschreckerin war, aber aufhören musste, um Tylors Vater großzuziehen. Tylor beginnt, seine Entscheidung, Johnnys Angebot abzulehnen, zu überdenken. Duncans Ermittlungen verlaufen ergebnislos, obwohl er einige Indizien zusammengetragen hat. |           |                             |                                   |                      |                                            |              |                                   |
| 16 | 6         | Das Spielfeld der Schreie   | Field of Screams                  | 20. Apr. 2024        | 15. Mai 2024                               | Shane Zalvin | Ethan Sandler                     |
| Die Monster AG und Fear Co. treten bei einem Softballspiel gegeneinander an. Währenddessen bringt Tylors Angst vor allem, was passiert ist, ihn dazu, es sich noch einmal zu überlegen, Johnnys Angebot abzulehnen. Mike und Sulley bieten Val einen Job als Witzbold an und sie hat Mühe, Tylor davon zu erzählen. Tylor erfährt bald von Johnny, dass dieser die Stelle als Erschreckerin an ein anderes Monster namens Skylar vergeben hat, was ihn sehr frustriert. Schließlich erzählt Val Tylor zu seinem Schock von dem Jobangebot. Bald schlägt Tylor Skylar versehentlich nieder und Johnny bittet ihn, an seiner Stelle für Fear Co. zu werfen und Val wird zum Schlagmann, was bald dazu führt, dass er seinen letzten Wurf macht, damit sie ihn treffen kann, aber er fängt den Ball, was die Monster AG das Spiel kostet. Als die Monster den Bus zurück zur Firma besteigen, wird Tylors Freundschaft mit Val auf die Probe gestellt. |           |                             |                                   |                      |                                            |              |                                   |
| 17 | 7         | Monster im Dunkeln          | Monsters in the Dark              | 27. Apr. 2024        | 16. Mai 2024                               | Kay Hayes    | Hilary Helding                    |
| Mike und Sulley rufen Tylor, MIFT und einige der anderen Mitarbeiter zu einem Treffen in einen tiefen Keller, um die Moral nach ihrer Niederlage im Softballspiel zu stärken, während Tylors und Vals Freundschaft immer noch auf der Kippe steht. Nachdem Fritz die Geschichte eines Monsters namens Karlov „The Shrieker“ erzählt, das Lachen verabscheut, verschwinden Mike und Sulley und Tylor, Val und Roger machen sich auf die Suche nach ihnen, während Tylor und Val ihren Frust aneinander auslassen. Unterdessen hecken die anderen Mitarbeiter einen Plan aus, eine alte Verbannungstür zu verwenden, die von einem veralteten Generator angetrieben wird. Als Val die Tür nicht öffnen kann, weil der Hebel klemmt, muss Tylor improvisieren und die Tür einreißen, als „The Shrieker“ auftaucht. Allerdings stellt sich heraus, dass es sich bei „The Shrieker“ um einen verkleideten Mike und Sulley handelt, die die ganze Show abgezogen haben, um alle zur Zusammenarbeit zu bewegen, und Val sagt Tylor, dass sie das Jobangebot von Mike und Sulley als Witzbold annehmen wird. |           |                             |                                   |                      |                                            |              |                                   |
| 18 | 8         | Licht! Kamera! Chaos!       | Lights! Camera! Chaos!            | 27. Apr. 2024        | 21. Mai 2024                               | Shane Zalvin | Deepak Sethi                      |
| Die Nachrichtensprecher Jack und Jill besuchen die Monster AG, wobei Mike und Sulley hoffen, die Popularität von Lachkraft zu steigern. Während Tylor und MIFT Vals Aufstieg zum Witzbold feiern, ruft Celia sie an, um den verwüsteten Lachboden aufzuräumen, bevor Jack und Jill ihn sehen. Tylor und Val bemerken jedoch, dass Roger sich verdächtig verhält, und lesen bald seine Akte in Fritz‘ Büro. Mike und Sulley werden auf den Schaden aufmerksam und versuchen, Jack und Jill hinzuhalten, bevor sie den Lachboden sehen. Als MIFT die Graffiti nicht entfernen kann, versuchen sie, sie zu verstecken, gerade als Jack und Jill eintreffen. Mike deckt den Vandalismus jedoch versehentlich auf und Tylor kommt an, um zu enthüllen, dass Roger in Wirklichkeit Waternooses gleichnamiger Sohn ist. In Mikes und Sulleys Büro erklären sie, dass sie von Rogers familiärer Verbindung wussten. In Tylors Schließfach werden einige fehlende Gegenstände gefunden und Duncan beschuldigt Tylor der Sabotage, woraufhin Tylor Johnnys Stellenangebot verrät, aber Val zögert, ihn zu verteidigen, da er keine Unterstützung erhält. Tylor fühlt sich betrogen und kündigt bei der Monster AG, während Val offiziell zum Witzbold ernannt wird. Bei Fear Co. bekommt Johnny einen Anruf von Tylor. |           |                             |                                   |                      |                                            |              |                                   |
| 19 | 9         | Abstieg in die Angst        | Descent Into Fear                 | 4. Mai 2024          | 22. Mai 2024 1                             | Kay Hayes    | Joy Regullano                     |
| Tylor und Val beginnen ihre ersten Tage als Erschrecker bei Fear Co. bzw. als Witzbold bei der Monster AG. Tylor stellt fest, dass Fear Co.s bester Erschrecker, Joy, ein äußerst ehrgeiziger Gegner ist. Bald wird Tylor damit beauftragt, Ben zu erschrecken, den Jungen, den er früher zum Lachen gebracht hat, aber nachdem er ihn zu Tränen gerührt hat, überdenkt Tylor seine Haltung als Erschrecker. Bei „Die Monster AG“ herrscht ein Mangel an Lachkraft, sodass die Witzbolde Überstunden machen müssen, um die Stadt mit Strom zu versorgen. Auf einer Pressekonferenz von Fear Co. verkündet Johnny, dass das Unternehmen eine Maschine entwickelt, die die Schreienergie verstärkt, wenn es zu einem Blackout kommt. Dann bringt er Tylor in einen geheimen Raum, wo er enthüllt, dass er mit Hilfe von Randall Boggs Lachenergie von Monsters, Inc. gestohlen hat. |           |                             |                                   |                      |                                            |              |                                   |
| 20 | 10        | Energielos                  | Powerless                         | 4. Mai 2024          | 23. Mai 2024 1                             | Shane Zalvin | Colleen Evanson & Frank Contreras |
| Randall erklärt, dass Johnny ihn nach Monstropolis zurückgebracht hat und er die Lachenergie von Monsters, Inc. gestohlen und Tylor für andere Missgeschicke bei Monsters, Inc. verantwortlich gemacht hat. Tylor erfährt, dass Johnny Lach- und Schreienergie mischt, was, wie er weiß, das Gebäude explodieren lassen wird. In dem verzweifelten Versuch, Johnny davon abzuhalten, den „Schreiverstärker“ später in der Nacht zu enthüllen, geht Tylor zu MIFT, gerade als Monsters, Inc. von der „Monstropolis Energy Regulatory Commission“ (M.E.R.C.) geschlossen wird. MIFT erklärt sich bereit, Tylor zu helfen, indem er Waternooses alten Schreiextraktor umbaut, um die Schreienergie abzutrennen. An der Empfangsstation von Fear Co. versuchen Tylor und Val, Johnny davon abzulenken, die Maschine zu aktivieren. Randall versucht, MIFT aufzuhalten, und der Stecker des Schreiextraktors geht bei ihrem Kampf kaputt. Chet, der Johnny als M.E.R.C.-Spion verrät, verwendet Randalls Schwanz als Ersatzstecker und rettet Monstropolis. Tylor und Val enthüllen Randalls und Johnnys Aktionen im Live-Fernsehen, was zu ihrer Verhaftung führt, obwohl Randall später entkommt. Als Roz mit der Presse über die Einleitung einer Fahndung nach Randall spricht, versucht Duncan, seine Hilfe anzubieten, wird aber von M.E.R.C. zurückgewiesen. Um die Vorzüge der Lachkraft zu beweisen, bringen Tylor und Val das Nachrichtenteam zu Bens Tür. Mit Val an seiner Seite schaffen sie es, Ben vor Monstropolis zum Lachen zu bringen. Tylor kehrt zu Die Monster AG zurück, wo er und Val ein Comedy-Duo werden. |           |                             |                                   |                      |                                            |              |                                   |